# Vihanti vasútállomás
Vihanti vasútállomás Finnországban, Vihanti településen található.

## Vasútvonalak
Az állomást az alábbi vasútvonalak érintik:
- Seinäjoki–Oulu-vasútvonal

## Kapcsolódó állomások
A vasútállomáshoz az alábbi állomások vannak a legközelebb:
- Kilpua railway station (dél)
- Tuomioja railway station (észak)